# Howard Shore
Howard Leslie Shore (født 18. oktober 1946) er en canadisk komponist af filmmusik. Han er bedst kendt for at have skrevet musikken til filmtrilogien Ringenes Herre, der indbragte ham to oscars for bedste musik for første og tredje del af trilogien.

## Udvalgt filmografi
Komponist
- The Hobbit (2012)
- Eastern Promises (2007)
- The Departed (2006)
- A History of Violence (2005)
- The Aviator (2004)
- Ringenes Herre - Kongen vender tilbage (2003)
- Ringenes Herre - De to Tårne (2002)
- Panic Room (2002)
- Spider (2002)
- Gangs of New York (2002)
- Ringenes Herre - Eventyret om Ringen (2001)
- The Score (2001)
- The Cell (2000)
- Esther Kahn (2000)
- High Fidelity (2000)
- The Yards (2000)
- Analyze This (1999)
- Dogma (1999)
- Cop Land (1997)
- The Game (1997)
- Before and After (1996)
- Crash (1996)
- Se7en (1995)
- Ed Wood (1994)
- The Client (1994)
- Nobody's Fool (1994)
- Philadelphia (1993)
- M. Butterfly (1993)
- Mrs. Doubtfire (1993)
- Sliver (1993)
- Prelude To A Kiss (1992)
- Single White Female (1992)
- A Kiss Before Dying (1991)
- Naked Lunch (1991)
- Ondskabens øjne (Silence of the Lambs, 1991)
- She-Devil (1989)
- Big (1988)
- Dead Ringers (1988)
- Moving (1988)
- Nadine (1987)
- Fluen (The Fly, 1986)
- Efter fyraften (After Hours, 1985)
- Videodrome (1983)
- Scanners (1981)
- The Brood (1979)